# Genaro Vázquez Rojas, Mazatán
Genaro Vázquez Rojas är en ort i Mexiko.   Den ligger i kommunen Mazatán och delstaten Chiapas, i den sydöstra delen av landet, 900 km sydost om huvudstaden Mexico City. Genaro Vázquez Rojas ligger 11 meter över havet och antalet invånare är 131.
Terrängen runt Genaro Vázquez Rojas är mycket platt. Havet är nära Genaro Vázquez Rojas åt sydväst. Runt Genaro Vázquez Rojas är det tätbefolkat, med 343 invånare per kvadratkilometer. Närmaste större samhälle är Puerto Madero, 8,9 km söder om Genaro Vázquez Rojas. Trakten runt Genaro Vázquez Rojas består till största delen av jordbruksmark.